# Vilâyet Jemen

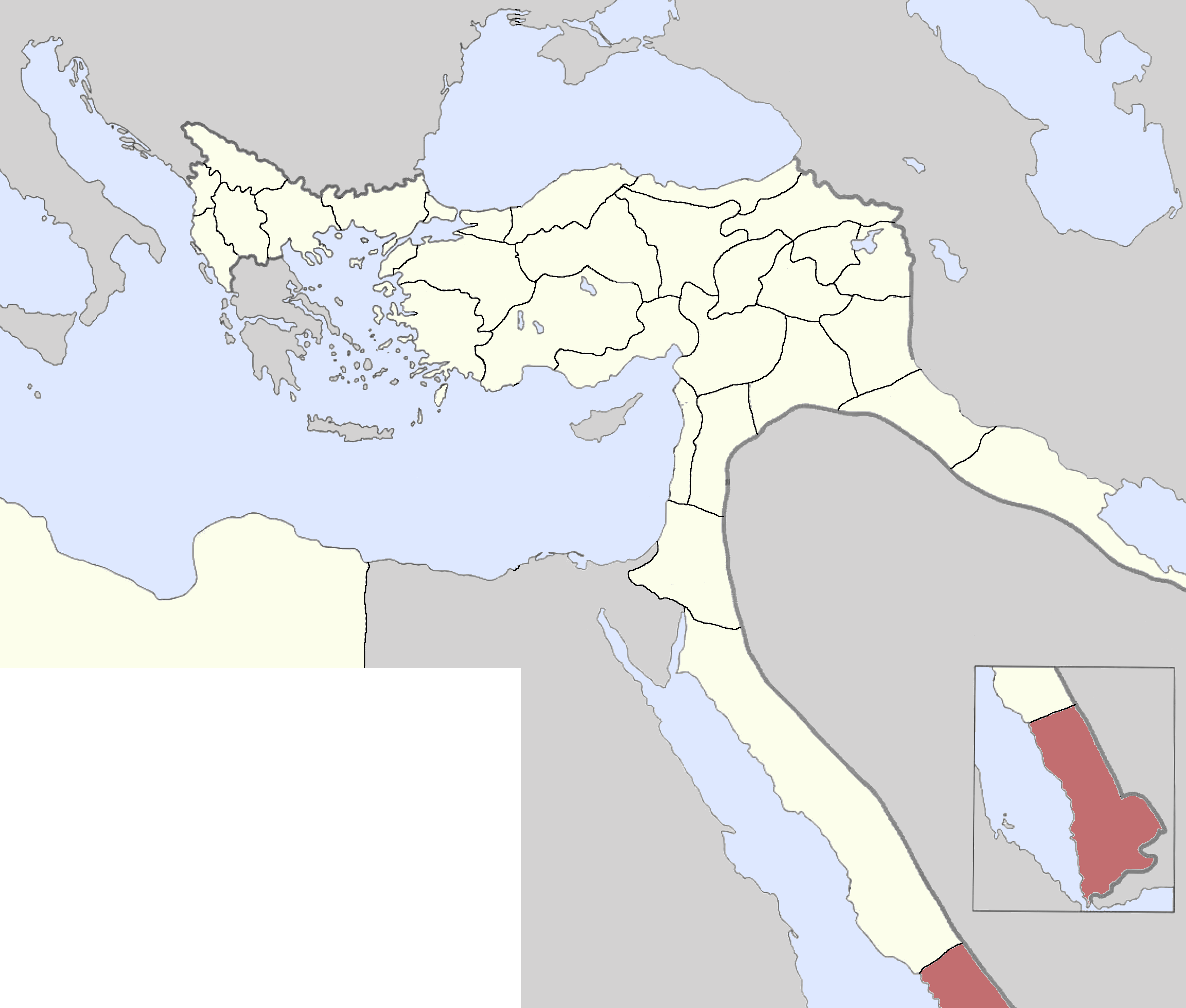
Das Vilâyet Jemen nach 1908

Das Vilâyet Jemen war eine Provinz des Osmanischen Reiches in Teilen der heutigen Staaten Jemen und Saudi-Arabien. Sie bestand von 1872 bis 1918.

## Geschichte
Bereits im 16. Jahrhundert eroberten die Osmanen den Jemen bis auf das Hochland, wurden aber im Jahrhundert darauf von den Zaiditen vertrieben. Anfang des 19. Jahrhunderts eroberten die Wahhabiten den Hedschas und die Küstenregion (Tihama) des Jemen. 1811 beauftragte der osmanische Sultan den Gouverneur von Ägypten, Muhammed Ali, die Wahhabiten zu bekämpfen. In den Jahren 1818/1819 gelang die Vertreibung der Wahhabiten aus der Tihama. Die Region blieb darauf von den Ägyptern besetzt, diese zogen sich aber als Folge der Orientkrise im April 1840 aus dem Jemen zurück. Das entstandene Machtvakuum wurde vom Emirat Abu Arisch gefüllt.
1842 stellte sich der Emir von Abu Arisch unter die Oberherrschaft des Osmanischen Reiches. Im Gegenzug wurde dieser zum Gouverneur der Tihama ernannt. Anfang 1849 entschieden die Osmanen, Jemen unter direkte Verwaltung zu stellen. Der Emir von Abu Arisch übergab dazu den Osmanen sein Einflussgebiet. Die Osmanen bemühten sich nur halbherzig, die Provinz in ihrer Ausdehnung des 16. Jahrhunderts wiederherzustellen. Das änderte sich im Jahr 1869 mit der Eröffnung des Suezkanals. 1872 konnte das Emirat Asir und das Imamat der Zaiditen erobert werden.
Nach Befriedung der Region wurde Ahmed Muhtar Pascha mit der Restrukturierung der Administration und der Einführung der Wilajet-Reformen im Jemen beauftragt, welche nach 14 Monaten im April 1873 abgeschlossen wurden. Provinzhauptstadt wurde Sanaa.
Die Provinz hatte eine Fläche von etwa 200.000 Quadratkilometern und grenzte an die britische Provinz Aden.
Der Imam Mohammed ibn Jahja setzte sich an die Spitze der Revolte und legte den Grundstein für die spätere Dynastie des Königreiches Jemen. Als er im Jahre 1904 starb, führte sein Nachfolger Imam Yahya Muhammad Hamid ad-Din die Revolte gegen die Osmanen weiter und erreichte Zugeständnisse an die Zaiditen. Die Osmanen vereinbarten, das Zivilgesetzbuch zurückziehen und die Scharia wieder im Jemen einzuführen.
Im März 1914 schlossen die Osmanen mit den Briten einen Grenzvertrag, der die Grenze des Vilâyets endgültig festlegte.
Nach der Niederlage des Osmanischen Reiches im Ersten Weltkrieg wurde der Nordjemen unter Führung von Yahya Muhammad Hamid ed-Din unabhängig (Königreich Jemen).

## Gouverneure
- Katircioglu Ahmed Muhtar Pascha (September 1871 – Mai 1873)
- Ahmed Eyyüb Pascha (Mai 1873 – April 1875)
- Mustafa Asim Pascha (April 1875 – April 1879)
- Botgoriceli Ismail Hakki Pascha (Dezember 1879 – Dezember 1882)
- Mehmed Izzet Pascha (Dezember 1882 – Dezember 1884)
- Ahmed Fevzi Pascha (1. Mal) (Dezember 1884 – Dezember 1886)
- Ahmed Aziz Pascha (Dezember 1886 – Dezember 1887)
- Topal Osman Nuri Pascha (Dezember 1887 – Juni 1889)
- Potirikli Osman Nuri Pascha (Juni 1889 – Mai 1890)
- Botgoriceli Ismail Hakki Pascha (Mai 1890 – April 1891)
- Hasan Edip Pascha (April 1891 – Dezember 1891)
- Ahmed Fevzi Pascha (2. Mal) (Dezember 1891 – Mai 1898)
- Hüseyin Hilmi Pascha (Mai 1898 – Oktober 1902)
- Cerkes Abdullah Reschid Pascha (Oktober 1902 – August 1904)
- Biren Mehmed Pascha Tevfik (August 1904 – August 1905)
- Ahmed Fevzi Pasha (3. Mal) (August 1905 – Oktober 1908)
- Arnavud Hasan Tahsin Pascha (Oktober 1908 – Januar 1910)
- Kamil Bey (Januar 1910 – April 1910)
- Mehmed Ali Pascha (April 1910 – November 1911)
- Akdilek Mahmud Pascha (November 1911 – Dezember 1918)

## Verwaltungsgliederung
Das Vilâyet Yemen wurde bei ihrer Gründung in vier Sandschaks gegliedert. Der Sandschak Asir wurde am 28. April 1913 direkt dem osmanischen Innenministerium unterstellt und damit aus dem Vilâyet Jemen ausgegliedert.
- Sandschak Sana'a
- Sandschak Hudeyde
- Sandschak Asir
- Sandschak Taʿizz